# Zacinto (ciudad)
Zacinto (en griego, Ζάκυνθος, Zákynthos, AFI: ['zacinθos]) o Zante (en griego, Τζάντε, Tzante, AFI: [ˈt͡ʃa(n)de]; a su vez del italiano, Zante, AFI: [ˈʣante]) es una ciudad y la capital de la isla homónima, situada en Grecia. También es la sede administrativa de la unidad municipal, del municipio y de la unidad periférica de Zacinto. Está situada al este de la isla frente a la costa del Peloponeso, extendiéndose entre el puerto y la colina de Bochali. Según el censo de 2011, la población es de 9 772 habitantes y es la segunda ciudad más grande de las islas Jónicas.

## Toponimia
El nombre proviene del primer habitante de la isla, Zacinto, hijo de Dárdano, que llegó en el 1600 a. C. Este acontecimiento está descrito por Homero. La ciudad también es conocida como Chora (en griego, Χώρα, AFI: [ˈxoɾa], «el país»).

## Geografía
La unidad municipal de Zacinto incluye a la ciudad homónima y las islas Estrófades. Es el único municipio de Grecia que corresponde a una unidad periférica y esto sucedió con la última reforma administrativa.
Zacinto es la tercera unidad periférica más grande de las Islas Jónicas con 405 600 m², que corresponde al 17,58 % del área de la región y al 0,31 % del área de Grecia.
Se encuentra al sur de Cefalonia y al oeste del Peloponeso. El municipio se encuentra a 100 km del gran centro urbano más cercano, Patras, y a 300 km de Atenas.

### Clima
El clima de Zacinto es muy suave, es mediterráneo y húmedo. Se caracteriza por inviernos suaves y lluviosos y veranos frescos. La temperatura media anual es de 18,9 °C. El número total de días de lluvia se estima en 115. Los vientos predominantes son de dirección noroeste y suroeste, de intensidad limitada. No presenta fuertes cambios de temperatura ni fuertes vientos. Tiene una alta humedad, con una humedad relativa media anual superior al 65 %.
| Parámetros climáticos promedio de Zacinto                                    | Parámetros climáticos promedio de Zacinto | Parámetros climáticos promedio de Zacinto | Parámetros climáticos promedio de Zacinto | Parámetros climáticos promedio de Zacinto | Parámetros climáticos promedio de Zacinto | Parámetros climáticos promedio de Zacinto | Parámetros climáticos promedio de Zacinto | Parámetros climáticos promedio de Zacinto | Parámetros climáticos promedio de Zacinto | Parámetros climáticos promedio de Zacinto | Parámetros climáticos promedio de Zacinto | Parámetros climáticos promedio de Zacinto | Parámetros climáticos promedio de Zacinto |
| Mes                                                                          | Ene.                                      | Feb.                                      | Mar.                                      | Abr.                                      | May.                                      | Jun.                                      | Jul.                                      | Ago.                                      | Sep.                                      | Oct.                                      | Nov.                                      | Dic.                                      | Anual                                     |
| ---------------------------------------------------------------------------- | ----------------------------------------- | ----------------------------------------- | ----------------------------------------- | ----------------------------------------- | ----------------------------------------- | ----------------------------------------- | ----------------------------------------- | ----------------------------------------- | ----------------------------------------- | ----------------------------------------- | ----------------------------------------- | ----------------------------------------- | ----------------------------------------- |
| Temp. máx. media (°C)                                                        | 13.9                                      | 14.3                                      | 16.4                                      | 20.4                                      | 24.9                                      | 28.7                                      | 32.2                                      | 32.3                                      | 28.7                                      | 24.8                                      | 19.6                                      | 15.5                                      | 22.6                                      |
| Temp. media (°C)                                                             | 10.7                                      | 10.8                                      | 12.9                                      | 16.2                                      | 20                                        | 23.6                                      | 26.8                                      | 27.1                                      | 24.1                                      | 20.7                                      | 16.3                                      | 12.6                                      | 18.5                                      |
| Temp. mín. media (°C)                                                        | 7.6                                       | 7.4                                       | 9.5                                       | 12                                        | 15.1                                      | 18.6                                      | 21.5                                      | 21.9                                      | 19.5                                      | 16.6                                      | 13.1                                      | 9.8                                       | 14.4                                      |
| Precipitación total (mm)                                                     | 130.3                                     | 98.7                                      | 101.0                                     | 82.6                                      | 75.0                                      | 45.7                                      | 30.7                                      | 33.1                                      | 61.5                                      | 115.6                                     | 141.0                                     | 139.0                                     | 1054.2                                    |
| Fuente: https://en.climate-data.org/europe/greece/zakynthos/zakynthos-28399/ |                                           |                                           |                                           |                                           |                                           |                                           |                                           |                                           |                                           |                                           |                                           |                                           |                                           |

## Historia
La ciudad de Zacinto es el asentamiento más antiguo de los aqueos. Aún no se han realizado excavaciones sistemáticas para descubrir asentamientos antiguos.

En 1185, Zacinto fue invadido por los normandos, lo que proporcionó una influencia occidental tangible en el paisaje urbano y la arquitectura. El dominio a largo plazo de la República de Venecia (siglos XIV-XVII) dejó su huella en el aspecto general de la ciudad. Siguiendo el modelo de la Plaza de San Marcos en Venecia, la ciudad fue formada por la plaza Agios Markos (en griego, Πλατεία Αγίου Μάρκου), que alberga la Iglesia Católica de San Marcos. Además, la primera escuela de música de la Grecia moderna se fundó en Zacinto, y con el debilitamiento del dominio veneciano e inglés en los siglos XVIII y XIX, la literatura floreció. El representante de esta cultura es el famoso poeta Dionisios Solomós. En 1864, el dominio británico terminó y la ciudad, como parte de la República Jónica, se convirtió oficialmente en parte de Grecia.

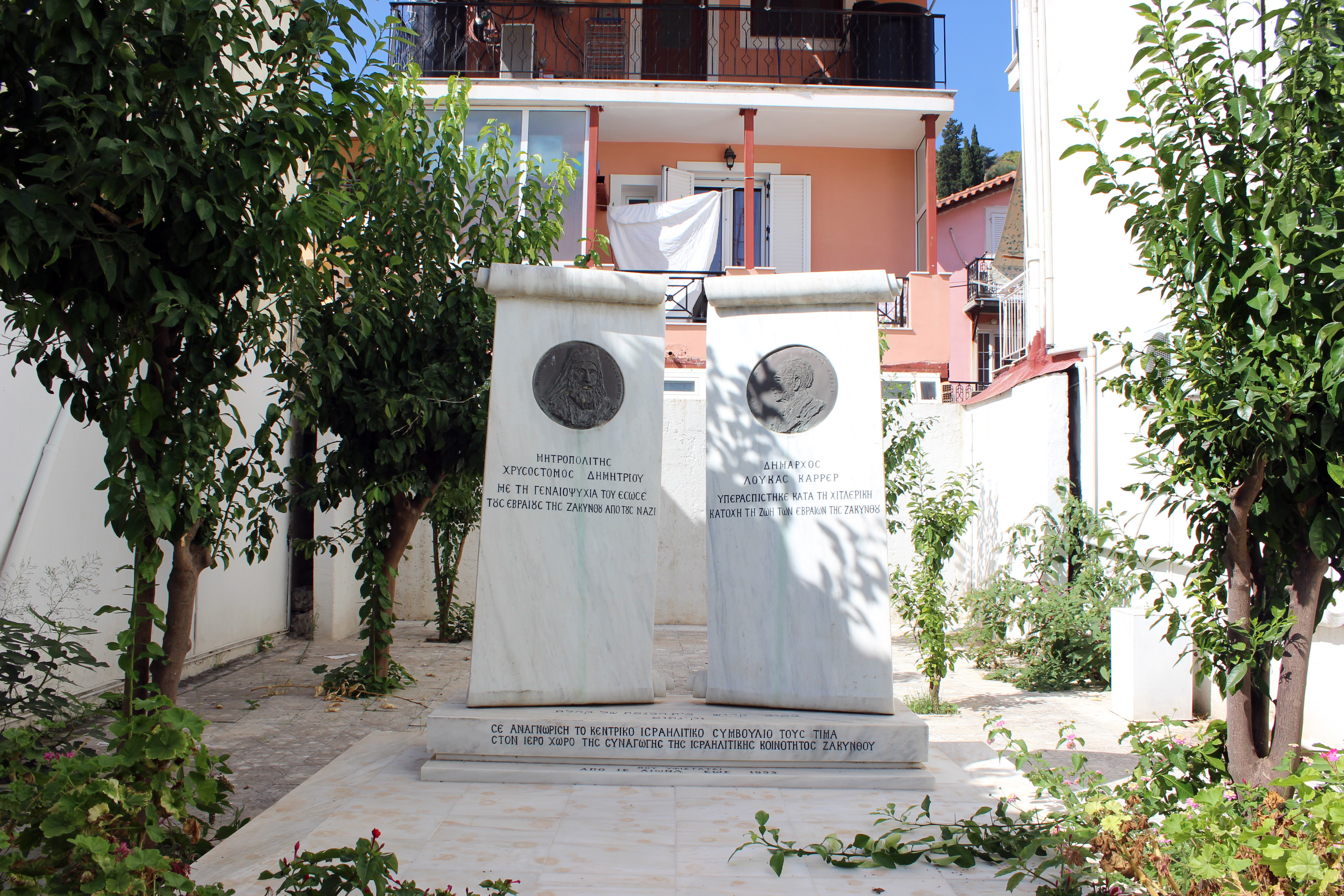
El monumento del obispo Chrysostomos y del alcalde Lucas Carrer.

El 9 de septiembre de 1943, el gobernador alemán de Zacinto, Paul Berens, pidió al obispo de Zacinto, Dimitrios Chrysostomos, y al alcalde, Lucas Carrer, que recopilaran una lista de todos los judíos de la isla y se la entregaran. Los dos hombres, negándose a entregar a las autoridades alemanas una lista de miembros de la comunidad judía local, escribieron sólo sus dos nombres en la lista. El comandante en jefe anuló entonces la orden y los judíos de Zacinto pudieron escapar. Después de la Segunda Guerra Mundial, la ciudad recibió reconocimiento por las acciones de su alcalde y del obispo ortodoxo griego durante la ocupación alemana; se acogió a casi 300 judíos.
La ciudad ha sufrido fuertes terremotos muchas veces, pero ha sido reconstruida en varias ocasiones. El último terremoto fuerte fue el 12 de agosto de 1953, que destruyó casi por completo la ciudad. La reconstrucción se basó en planos de edificios antiguos para que la ciudad conservara su aspecto original. Hoy en día, Zacinto es una mezcla de edificios nuevos y edificios reconstruidos.
La plaza Agios Markos alberga el Museo de Solomós, restaurado en 1957 e inaugurado en 1966. En la plaza Dionisios Solomós está el Museo Bizantino de Zacinto, construido en 1959.

## Cultura

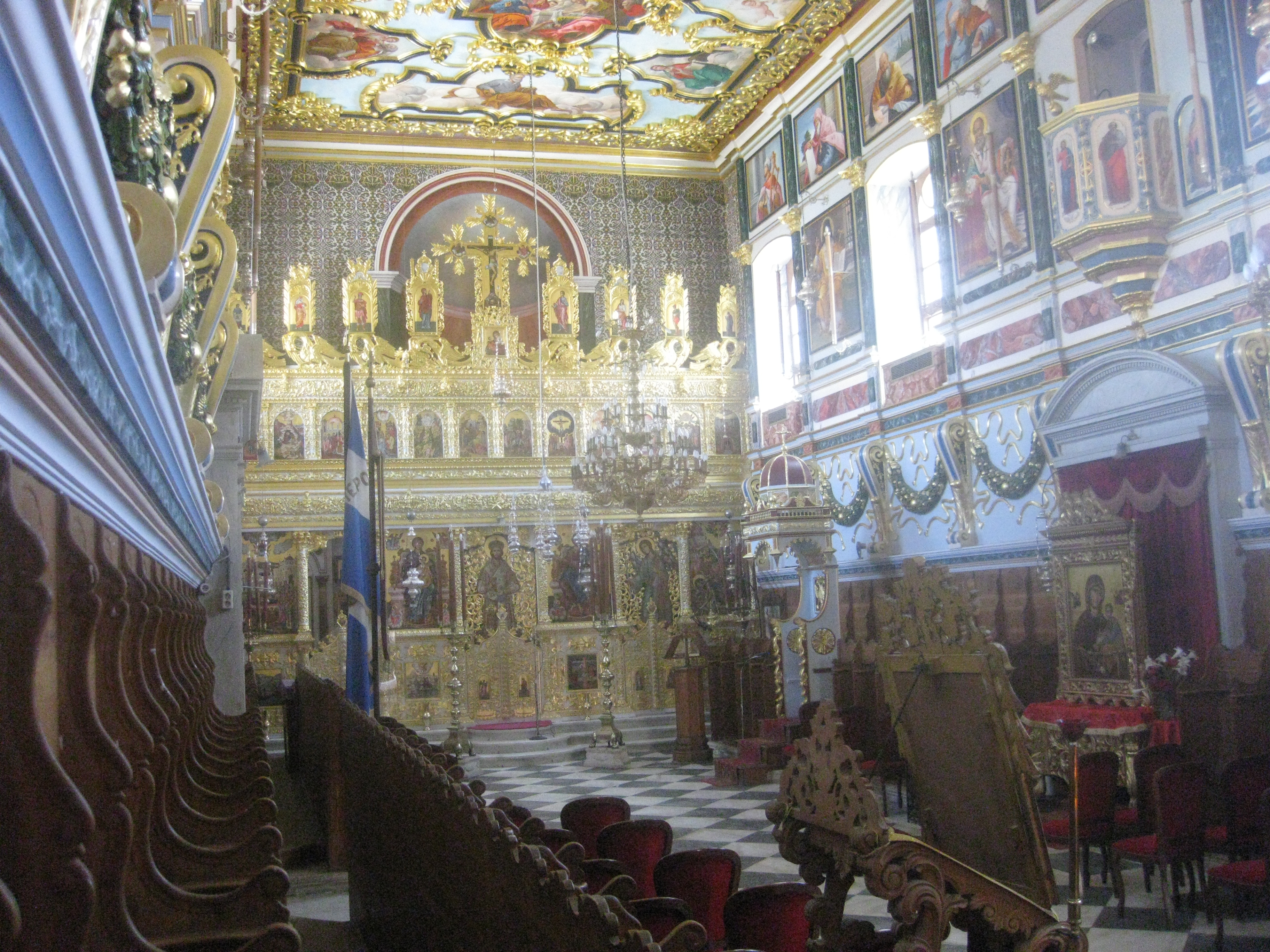
La iglesia de Faneromeni

En Zacinto se puede visitar varios museos; entre ellos, el Museo de Solomós y el Museo de Zacinto. También se puede visitar el castillo de la colina de Bochali y la colina de Stranis, en donde Dionisios Solomós compuso el Himno a la Libertad. 
La iglesia renacentista de Faneromeni es formidable. El edificio del siglo XVI fue destruido por los terremotos en el año 1953, pero fue reconstruido de manera tradicional y con todos sus detalles. Es una muestra de la arquitectura jónica posbizantina.
El Museo de Solomós se encuentra en la plaza Agios Markos, situado en la parte norte de la ciudad. En dicho museo se puede encontrar información, manuscritos y se ofrecen actividades educativas sobre Solomós, Calvos y su esposa. Fue inaugurado el 17 de enero de 1968. También dispone de página web, en donde se pueden encontrar archivos históricos, información sobre la evolución del museo a lo largo del tiempo, biografías y libros.
El Museo Bizantino de Zacinto se encuentra en la plaza Dionisios Solomós, en el centro de la ciudad. El edificio se divide en tres plantas y cuatro salones, donde se pueden observar obras bizantinas del siglo XV y posteriores. Está abierto de martes a domingo desde las 08:30 hasta las 15:00.

## Transporte

### Autobuses
La ciudad de Zacinto cuenta con una central de autobuses y es operada por KTEL Zacinto. Los destinos principales son Alikes, Argasi, Laganas, Kalamaki, Porto Roma y Tsilivi.
Además, también hay rutas diarias hacia Atenas, Patras y Salónica.

### Barco

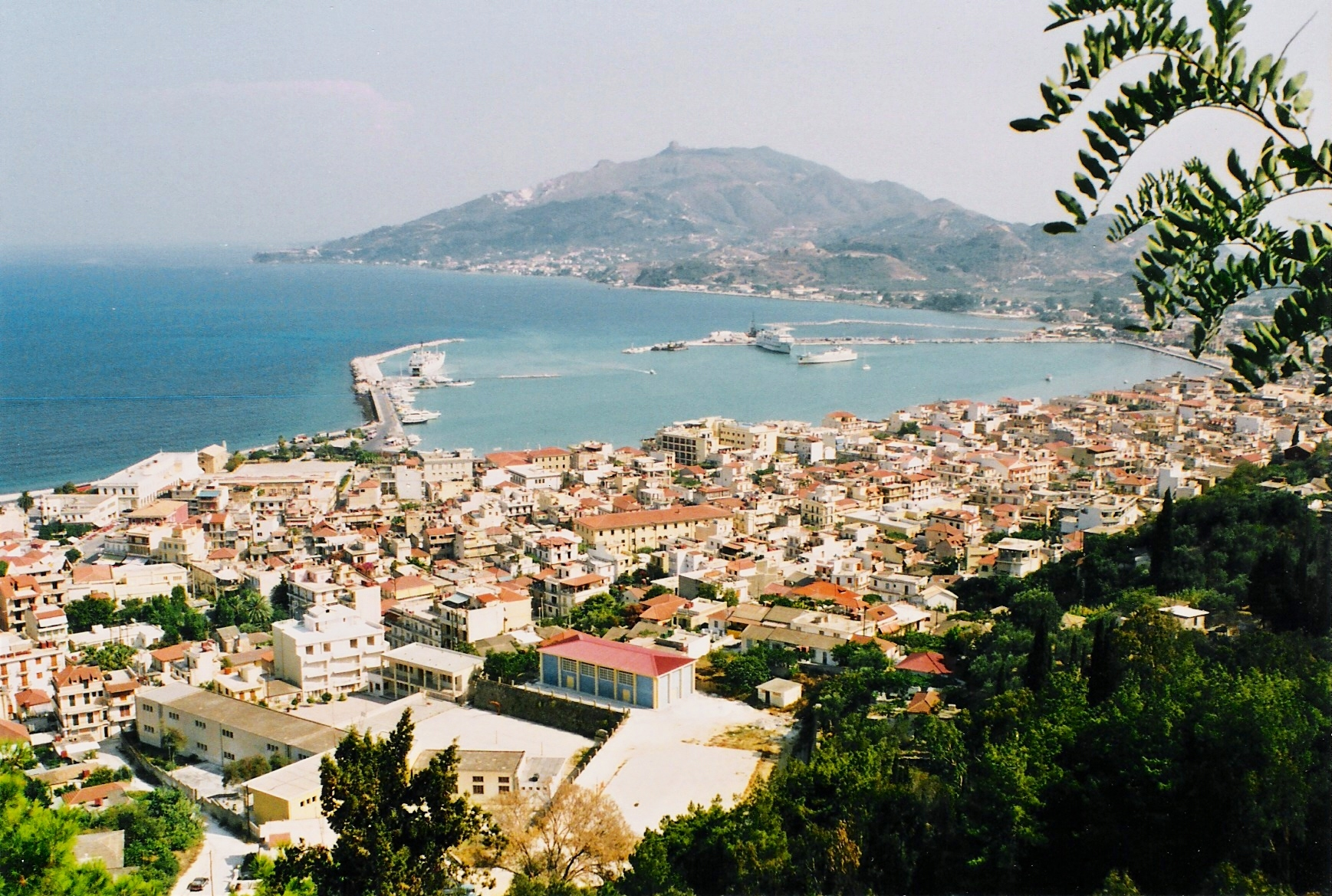
Panorámica de Zacinto. Se puede apreciar el puerto al fondo.

En el puerto de Zacinto operan diversas compañías; entre ellas, Levante Ferries, Zante Ferries y Blue Star Ferries. Los destinos son tanto nacionales como internacionales, conectando así a la ciudad con Cilene, Cefalonia, Bari y Bríndisi.

## Personas notables
- Dionisio de Zacinto (siglo XVI)
- Ugo Foscolo (1778–1827)
- Andreas Calvos (1792–1869)
- Dionisios Solomós (1798–1857)

## Hermanamientos
Zacinto está hermanado con las siguientes ciudades:
- Limasol, Chipre[19]
- Pavía, Italia[20]
- Sagunto, España[21]
- Serravalle, San Marino[22]
- Shandong, China[23]
- Sulmona, Italia[24]